# Guestinana

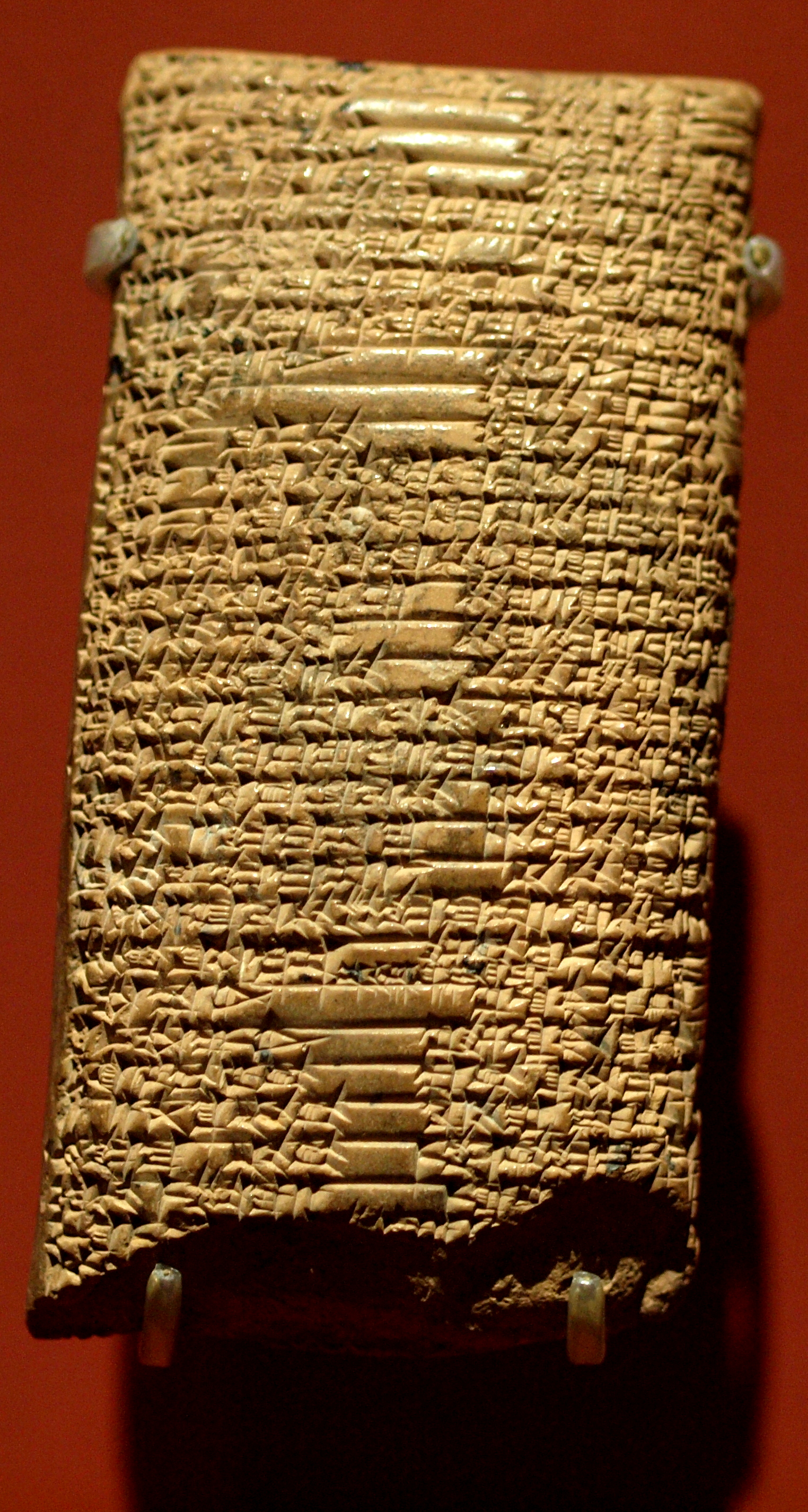
Antiga tábua de argila da Mesopotâmia datada do Período Amorita, contendo uma lamentação sobre a morte de Dumuzi, atualmente mantida no Museu do Louvre, em Paris

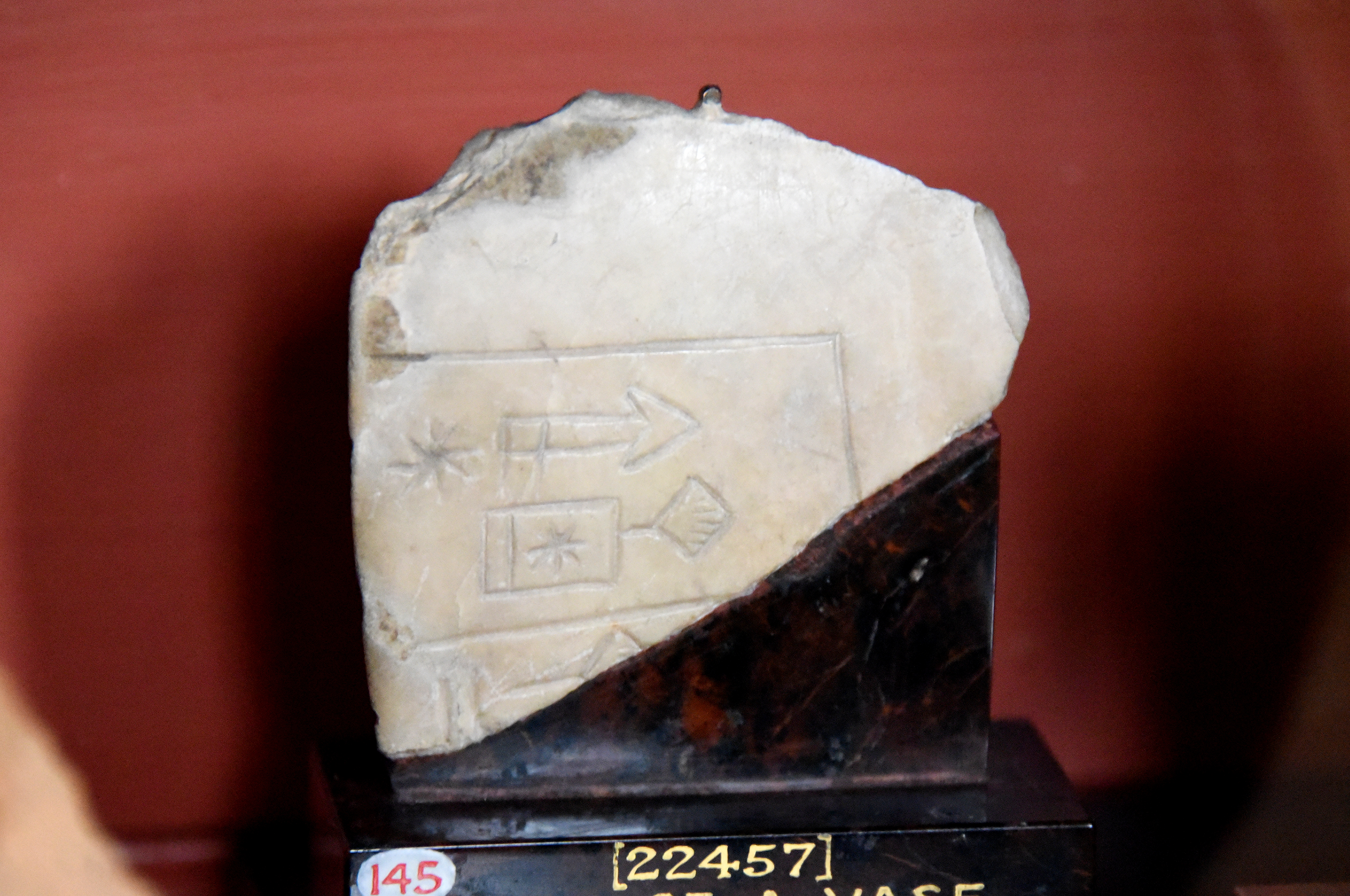
Fragmento de uma tigela de mármore com a inscrição do nome de Guestinana, suméria, de Uruque, atualmente abrigada no Museu Britânico

Guestinana (em sumério: Geštinanna) ou Neguestinana (em sumério: Ngeshtin-ana) é a antiga deusa suméria da agricultura, fertilidade e interpretação dos sonhos, a chamada "videira celestial". Ela é irmã de Dumuzi e consorte de Ninguiszida. Ela também é filha de Enqui e Ninursague. Ela protege seu irmão quando ele está sendo perseguido por demônios galus e lamenta sua morte depois que os demônios o arrastam para Cur. Ela finalmente concorda em tomar seu lugar em Cur por metade do ano, permitindo que ele retorne ao Céu para ficar com Inana. Os sumérios acreditavam que, enquanto Guestinana estava no céu e Dumuzi em Cur, a terra se tornava seca e estéril, causando assim a estação do verão.

## Adoração
Guestinana é atestada pela primeira vez em textos do Período Dinástico Arcaico. Seus principais centros de culto eram as cidades de Nipur, Isim e Uruque. Ela continuou a ser adorada durante o Período Acadiano, mas seu culto parece ter desaparecido durante a era da velha Babilônia. Mesmo depois que ela deixou de ser adorada, entretanto, seu nome não foi esquecido; ela é mencionada em várias obras antiquaristas até a Era Selêucida. Guestinana era vista como uma deusa-mãe e estava intimamente associada à interpretação dos sonhos. Como seu irmão Dumuzi, ela também era uma divindade rural, associada ao campo e aos campos abertos.

## Mitologia

### O Sonho de Dumuzi
O poema sumério O Sonho de Dumuzi começa com Dumuzi contando a Guestinana sobre um sonho assustador que teve. Em seguida, os demônios galus chegam para arrastar Dumuzi para o Submundo como um substituto para sua esposa Inana, que foi resgatada do submundo por Enqui, o deus sumério da água. Dumuzi foge e se esconde. Os demônios galus torturam brutalmente Guestinana na tentativa de forçá-la a contar onde Dumuzi está escondido. Gestinana, no entanto, se recusa a dizer aonde seu irmão foi. Os galus vão para o "amigo" anônimo de Dumuzi, que trai Dumuzi, dizendo aos galus exatamente onde Dumuzi está escondido. Os galus capturam Dumuzi, mas Utu, o deus do Sol, que também é irmão de Inana, resgata Dumuzi transformando-o em uma gazela. Eventualmente, os galus recapturam Dumuzi e o arrasta para o Submundo.

### O Retorno de Dumuzi
No poema sumério O Retorno de Dumuzi, que começa onde O Sonho de Dumuzi termina, Guestinana lamenta continuamente por dias e noites a morte de Dumuzi, acompanhada por Inana, que aparentemente mudou de ideia, e Sirtur, a mãe de Dumuzi. As três senhoras choram continuamente até que uma mosca revela a Inana a localização de seu marido. Juntas, Inana e Guestinana vão para o lugar onde a mosca disse que elas encontrarão Dumuzi. Elas o encontram lá e Inana determina que, a partir desse ponto, Dumuzi passará metade do ano com ela no Céu e a outra metade com sua irmã Eresquigal no Mundo Inferior.